# Mellicta synexergica
Mellicta synexergica är en fjärilsart som beskrevs av Ruggero Verity 1930. Mellicta synexergica ingår i släktet Mellicta och familjen praktfjärilar. Inga underarter finns listade i Catalogue of Life.